# روسمور (کالیفرنیا)
روسمور (به انگلیسی: Rossmoor) یک منطقهٔ مسکونی در ایالات متحده آمریکا است که در شهرستان اورنج، کالیفرنیا واقع شده‌است. روسمور ۳٫۹۸۳ کیلومتر مربع مساحت و ۱۰٬۲۴۴ نفر جمعیت دارد و ۴ متر بالاتر از سطح دریا واقع شده‌است.